# Allen Lein
Allen Lein (New York, 15 aprile 1913 – Austin, 26 marzo 2003) è stato un docente di medicina statunitense, nonché Guggenheim Fellow per l'anno accademico 1958-1959.

## Biografia

### Primi anni e formazione
Lein studiò all'Università di Chicago e poi si trasferì all'Università della California, Los Angeles (UCLA), dove conseguì la laurea e il dottorato in zoologia, con specializzazione in endocrinologia. Durante la seconda guerra mondiale, dal 1943 al 1946, prestò servizio come fisiologo dell'aviazione nell'Esercito degli Stati Uniti, congedandosi con il grado di capitano. Dopo aver insegnato presso le facoltà di medicina dell'Università statale dell'Ohio e dell'Università Vanderbilt, nel 1947 divenne assistente professore presso il dipartimento di fisiologia della Northwestern University Medical School. Qui diventò professore ordinario, direttore degli affari studenteschi e vicepreside della facoltà di studi universitari. Nell'anno accademico 1954-1955 trascorse un periodo sabbatico al Caltech, dove lavorò con Linus Pauling e insieme scrissero un articolo intitolato The Combining Power of Myoglobin for Alkyl Isocyanides and the Structure of the Myoglobin Molecule (Il potere combinato della mioglobina per gli isocianuri alchilici e la struttura della molecola della mioglobina). Nell'anno accademico 1958-1959 Lein fu Guggenheim Fellow presso il Laboratoire de Biochimie, Collège de France.

### Carriera
Nel 1968 Lein divenne professore di medicina riproduttiva presso la University of California San Diego School of Medicine di La Jolla, dove si ritirò come professore emerito nel 1980.
Il suo libro di 135 pagine The Cycling Female: Her Menstrual Rhythm. (La ciclicità femminile: il suo ritmo mestruale) è stato pubblicato nel 1979 da W. H. Freeman and Company.

### Gli anni a seguire
Lein rimase a La Jolla e continuò a dedicarsi all'insegnamento e alla ricerca per molti anni dopo il suo pensionamento ufficiale. Poco prima di morire per un infarto nel 2003, lui e sua moglie si trasferirono in Texas per stare vicino alla figlia.
Tra i suoi studenti di dottorato figura Neena Schwartz.

### Morte
Alla sua morte gli sopravvissero la vedova, una figlia, un figlio e tre nipoti.

## Pubblicazioni selezionate
- (EN) Allen Lein, Studies on the fixation of radioactive iodine by the rabbit thyroid, in Endocrinology, vol. 32, n. 5, 1943,  pp. 429–432, DOI:10.1210/endo-32-5-429, ISSN 0013-7227 (WC · ACNP).
- (EN) W. V. Whitehorn, Allen Lein e Abraham Edelmann, The general tolerance and cardiovascular responses of animals to explosive decompression, in American rivista of Physiology. Legacy Content, vol. 147, n. 2, 1946,  pp. 289–298, DOI:10.1152/ajplegacy.1946.147.2.289, ISSN 0002-9513 (WC · ACNP), PMID 21000750.
- (EN) Allen Lein e Neena Schwartz, Ceric Sulfate-Arsenious Acid Reaction in Microdetermination of Iodine, in Analytical Chemistry, vol. 23, n. 10, 1951,  pp. 1507–1510, DOI:10.1021/ac60058a049.
- (EN) Allen Lein e Robert M. Dowben, Uptake and binding of thyroxine and triiodothyronine by rat diaphragm in vitro, in American rivista of Physiology. Legacy Content, vol. 200, n. 5, 1961,  pp. 1029–1031, DOI:10.1152/ajplegacy.1961.200.5.1029, PMID 13760571.
- (EN) J. A. Colwell e A. Lein, Effect of Site of Administration of Insulin on Blood Glucose and Fatty Acid Concentrations, in Diabetes, vol. 12, n. 4, 1963,  pp. 319–322, DOI:10.2337/diab.12.4.319, PMID 14081843.
- (EN) J. A. Colwell e A. Lein, Quantitative Relationship Between Plasma Concentration of Fatty Acids and Glucose in Normal and Diabetic Dogs, in Diabetes, vol. 12, n. 5, 1963,  pp. 424–428, DOI:10.2337/diab.12.5.424, PMID 14067740.
- (EN) J. A. Colwell e A. Lein, Diminished Insulin Response to Hyperglycemia in Prediabetes and Diabetes, in Diabetes, vol. 16, n. 8, 1967,  pp. 560–565, DOI:10.2337/diab.16.8.560, PMID 6041184.
- (EN) C. F. Wang, B. L. Lasley, A. Lein e S. S. C. Yen, The Functional Changes of the Pituitary Gonadotrophs During the Menstrual Cycle, in The rivista of Clinical Endocrinology & Metabolism, vol. 42, n. 4, 1976,  pp. 718–728, DOI:10.1210/jcem-42-4-718, PMID 770496.
- (EN) S.S.C. Yen e A. Lein, The apparent paradox of the negative and positive feedback control system on gonadotropin secretion, in American rivista of Obstetrics and Gynecology, vol. 126, n. 7, 1976,  pp. 942–954, DOI:10.1016/0002-9378(76)90681-5, PMID 793393.
- (EN) L.A. Rigg, A. Lein e S.S.C. Yen, Pattern of increase in circulating prolactin levels during human gestation, in American Journal of Obstetrics and Gynecology, vol. 129, n. 4, 1977,  pp. 454–456, DOI:10.1016/0002-9378(77)90594-4, PMID 910825.